# Вануатско-ливийские отношения
Вануатско-ливийские отношения — двусторонние дипломатические отношения между Республикой Вануату и Государством Ливией. Официально отношения были установлены в 1986 году по инициативе Вануату, поставившего перед собой двоякую цель: во-первых, наладить отношения в экономической сфере с одной из крупнейших нефтедобывающих стран и, во-вторых, укрепить свою политику неприсоединения, укрепив отношения с известной страной, не связанной с западным блоком.

## История
Внешняя политика Вануату в 1980-х годах, при премьер-министре Уолтере Лини, была основана на отказе от присоединения к любому блоку в контексте Холодной войны, в отличие от других государств Океании, поддерживаемых Западом. Журнал «Time» назвал причины установления Ливией отношений с Вануату «неясными», предположив, что она может таким образом «раздражать США и Францию». В то время отношения Вануату с Францией и США также были напряженными.
Вануату осудило бомбардировки Ливии в 1986 году Соединёнными Штатами. Уолтер Лини выразил полковнику Муаммару Каддафи свои соболезнования, в частности, в связи со смертью 15-месячной дочери главы Ливии и по поводу того, что «бомбы сверхдержавы унесли невинные жизни». Барак Сопе добавил, что «США были неправы, они вели себя как террористы и агрессоры», и что «ЦРУ участвует во всевозможных подобных мероприятиях. В Никарагуа американцы поддерживают террористов».
В 1987 году несколько граждан Вануату получили «подготовку в сфере безопасности» в Ливии по просьбе кабинета министров Вануату, что вызвало озабоченность у правительства Роберта Хоука. Австралия также выразила протест в связи с возможным открытием ливийского посольства в Вануату.
Отношения страны с Ливией оказались политически спорными в Вануату, в том числе в рамках правящей партии Вануаку. В то время как премьер-министр Уолтер Лини и генеральный секретарь партии Барак Сопе защищали своё решение вступить в контакт с Ливией, решающий голос имела министр иностранных дел Села Молиса. Дебаты, по-видимому, объясняют окончательное решение Лини «отложить на неопределенный срок» открытие ливийского дипломатического представительства в Порт-Виле. Уолтер Лини оставил свой пост в 1991 году, и его преемники мало что сделали для поддержания ливийско-вануатских отношений, которые в дальнейшем практически прервались.
В сентябре 2011 года Вануату стало одним из 114 государств, проголосовавших за предоставление места Ливии в ООН Переходному национальному совету после свержения Муаммара Каддафи в начале Гражданской войны в Ливии в 2011 году.